# Quercy
Quercy (en occitano: Carcin, pronunciado: karˈsi, kɔrˈʃi) es una región natural y una antigua provincia de Francia. Durante el Antiguo Régimen comprendía la diócesis de Cahors, que se extendía de Souillac a Montauban, pasando por Figeac.
Se caracteriza por su paisaje geológico calcáreo, marcado por mesetas y valles horadados por los ríos. El parque natural des causses de Quercy ocupa una buena parte del territorio.

## Geografía
Corresponde aproximadamente al departamento de Lot, en la época de su creación el año 1789 y hasta que una parte importante de Quercy se separó de este departamento, pasando a integrarse en Tarn-et-Garonne en 1808, cuando se creó este último.

## Historia
Quercy corresponde al territorio ocupado por la población gala de los cadurcos, que pasó a ser la civitas galo-romana Divona Cadurcorum, cuyos límites fueron adoptados por la diócesis de Cahors.